# Гуттерес Силвейра, Эдер
Эдер Гуттерес Силвейра (порт. Éder Guterres Silveira; 7 октября 1977, Сан-Боржа, Риу-Гранди-ду-Сул, Бразилия), известный под именем Эдер Гаушо (порт. Éder Gaúcho) — бразильский футболист, защитник. Был два года капитаном португальской «Боавишты», затем перешёл в грозненский «Терек», но сыграл всего 10 матчей и отправился в «Сертанзинью». Выступал за аравийский клуб «Аль-Наср».